# Punta Rubia y Santa Isabel
Punta Rubia y Santa Isabel, auch als Punta Rubia y Santa Isabel de la Pedrera bezeichnet, ist eine Ortschaft im Südosten Uruguays.

## Geographie
Sie befindet sich auf dem Gebiet des Departamento Rocha in dessen Sektor 10 südöstlich der Departamento-Hauptstadt Rocha an der Atlantikküste. Im Süden grenzt am dortigen Küstenabschnitt La Pedrera an, während nordöstlich Tajamares de la Pedrera anliegt. In wenigen Kilometern westlicher Entfernung erstreckt sich die Laguna de Rocha.

## Infrastruktur
Punta Rubia y Santa Isabel liegt an der Ruta 10.

## Einwohner
Punta Rubia y Santa Isabel hatte bei der Volkszählung im Jahr 2011 94 Einwohner, davon 59 männliche und 35 weibliche.
| Jahr | Einwohner |
| ---- | --------- |
| 1996 | -         |
| 2004 | 30        |
| 2011 | 94        |

Quelle: Instituto Nacional de Estadística de Uruguay